# Bassins à flot de Bordeaux
Les Bassins à flot sont le nom d'un ancien quartier portuaire de Bordeaux, situé autour de deux bassins à flot. Ces derniers, fermés par des écluses, ont été construits à la fin du XIXe et au début du XX pour permettre de charger et décharger les navires à l'abri des marées de la Garonne.
Ces bassins à flot étaient le point névralgique du commerce et de l’activité maritime à Bordeaux à la veille de la Première Guerre mondiale. Aujourd’hui, les 160 ha de friches industrielles et portuaires deviennent un quartier mixte en pleine mutation architecturale avec d’ambitieux projets résidentiels, culturels et d’agréments, tout en conservant son patrimoine maritime.

## Localisation
Les bassins à flots se situent au nord-ouest de Bordeaux sur la rive gauche de la Garonne, entre la jonction des quartiers Chartrons et Bacalan, près du pont Jacques-Chaban-Delmas. 

### La création des bassins à flot et le développement commercial au XIX

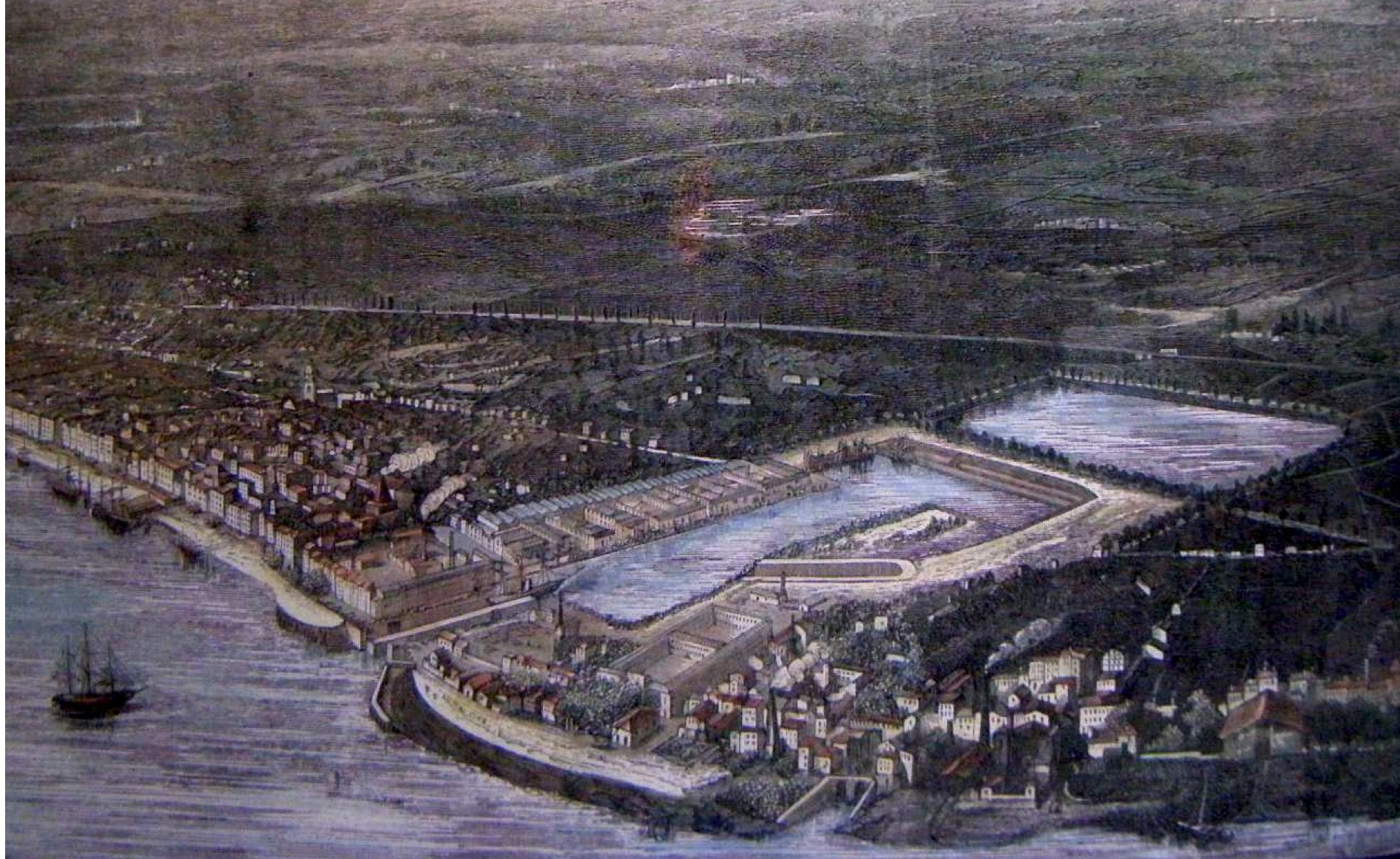
Français : Le nouveau bassin à flot, inauguré le 18 octobre 1879, d'après un dessin de M. Terpereau (Archives Municipales Bordeaux XXVIII-C-6).

## L'histoire des bassins à flot bordelais

### La création des bassins à flot et le développement commercial auXIXesiècle

#### La construction du premier bassin à flot
Au début du XVIe siècle, des travaux d'assèchement des marais sont entrepris par l’ingénieur flamand Conrad Gaussen. Le quartier de Bacalan prend place et se développe autour du port et de ses activités commerciales. Conçus par l'ingénieur de la marine de Bordeaux Joseph Teulère, les grands entrepôts de l’établissement des Vivres de la Marine servent de lieu de stockage des denrées et de ravitaillement pour la Marine Royale à partir de 1786. Au XIXe siècle, l’urbanisation s’accélère. La construction du pont de pierre en 1822 sépare le port fluvial du port maritime, les bateaux ne peuvent plus accéder à l'amont, il est nécessaire de développer des infrastructures portuaires. À la suite du décret impérial du 26 juillet 1867, la construction du premier bassin débute, son  inauguration a lieu en 1879.

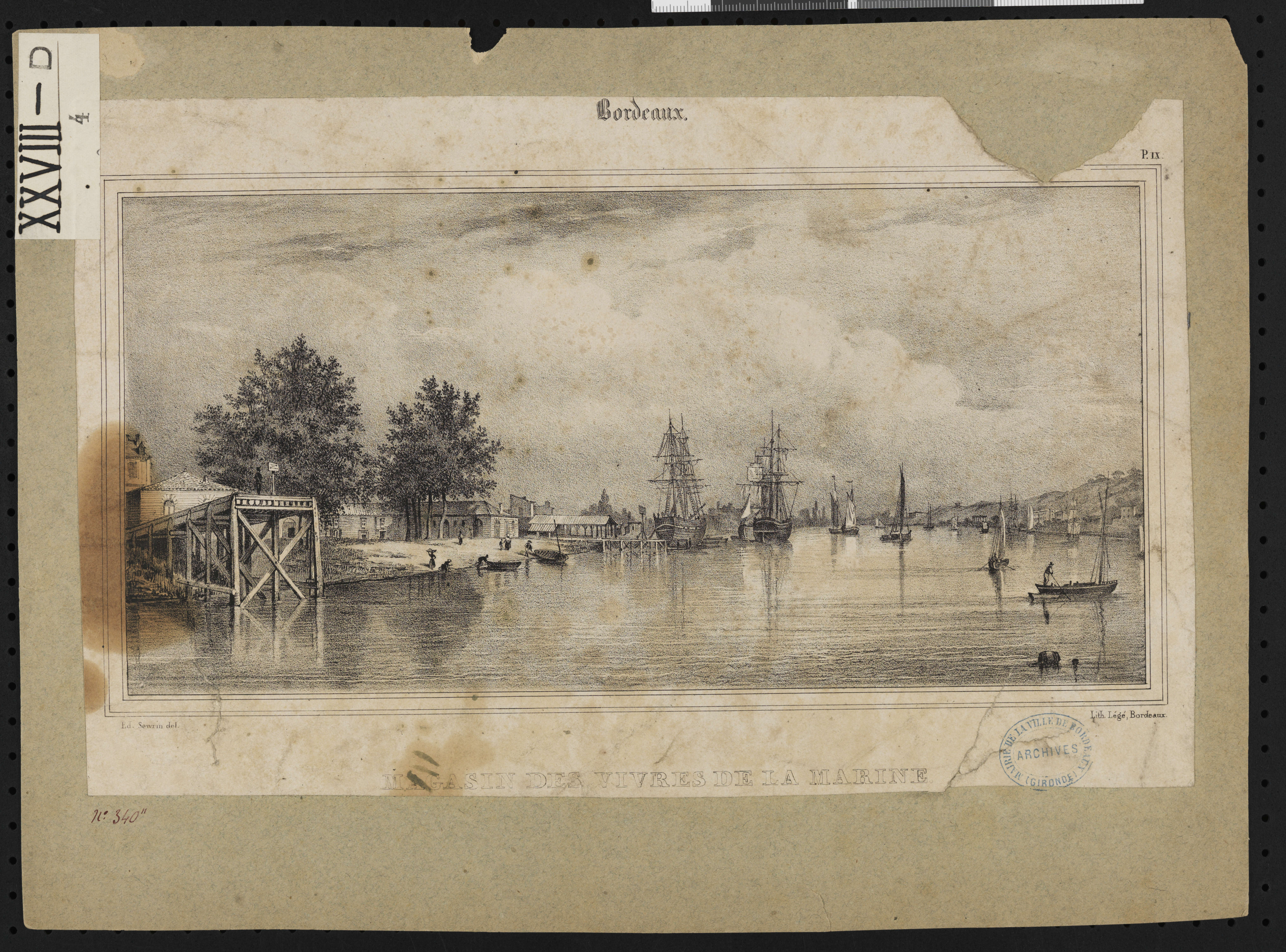
Lithographie de Légé représentant le magasin des vivres de la Marine vers 1835

Les travaux de parachèvement se terminent en 1882. Les travaux sont réalisés sous la direction de M. Joly de Boissel, ingénieur en chef, assisté de M. de Laroche-Tolay, M. Regnault et M. Boutau, ingénieurs ordinaires. Les travaux ont nécessité l’extraction de plus d’un million de mètres cubes de terre à flot et coûtent 21 millions de francs.
Le bassin numéro 1 d’une superficie de 10 hectares est alimenté par trois puits artésiens recueillant les eaux de la Jalle de Blanquefort, un affluent de la rive gauche de la Garonne. Deux écluses à sas permettent le passage des bateaux. Deux portes délimitent un sas ou bassin, dans lequel l’eau passe d’un niveau à l’autre grâce à des vannes. En 1897, un mécanisme de pompage d’eau en Garonne à marée haute complète le dispositif d’alimentation du bassin.
Le bassin no 1 puis le second (les travaux débutent en 1905) possèdent des refouleurs, qui sont de puissantes machines permettant d’aspirer le sable et la vase et les déverser pour le bassin no 1 à la Palu et pour le bassin no 2 au-delà du boulevard Godard. Si besoin, des bateaux dragueurs se déplacent pour empêcher l’obstruction du bassin par le dépôt de vase.

#### L'essor commercial
La création du premier bassin et l'accueil des bateaux transatlantiques entraînent plusieurs grandes infrastructures modifiant le paysage urbain. En 1868 de nouvelles rues sont créées, la gare Saint-Louis (qui sera remplacée par la gare de Ravezies, elle-même fermée aujourd'hui) est mise en service la même année, le réseau ferré se développe. Deux machines dynamo électriques sont installées, une rue de Gironde permet d’éclairer le bassin et leurs dépendances, l’autre rue Lucien-Faure sert à construire les quais du second bassin à flot. De plus, des services spéciaux s’organisent autour des bassins : les haleurs et écluseurs au nord ; les docks pour les marchandises en consignation au sud. Deux formes de radoub dont le premier sera ouvert en 1885 prennent place sur le quai du Maroc. En 1888, le quai de Bacalan est construit, pourvu de quatre pontons, il permet un déchargement plus facile des navires. De plus, de nombreux bâtiments au service de la Chambre de commerce, des Compagnies de navigation, des employés publics et des débardeurs prennent place sur le quai. De nombreuses usines implantées sur le site, comme les verreries, poteries, raffineries, magasins pour entrepôts de denrées étrangères se sont développées grâce aux bassins à flot et au commerce notamment colonial, ainsi que les restaurants et cabarets qui accueillent les marins.

#### Industries qui se sont développées: les arachides et le sucre

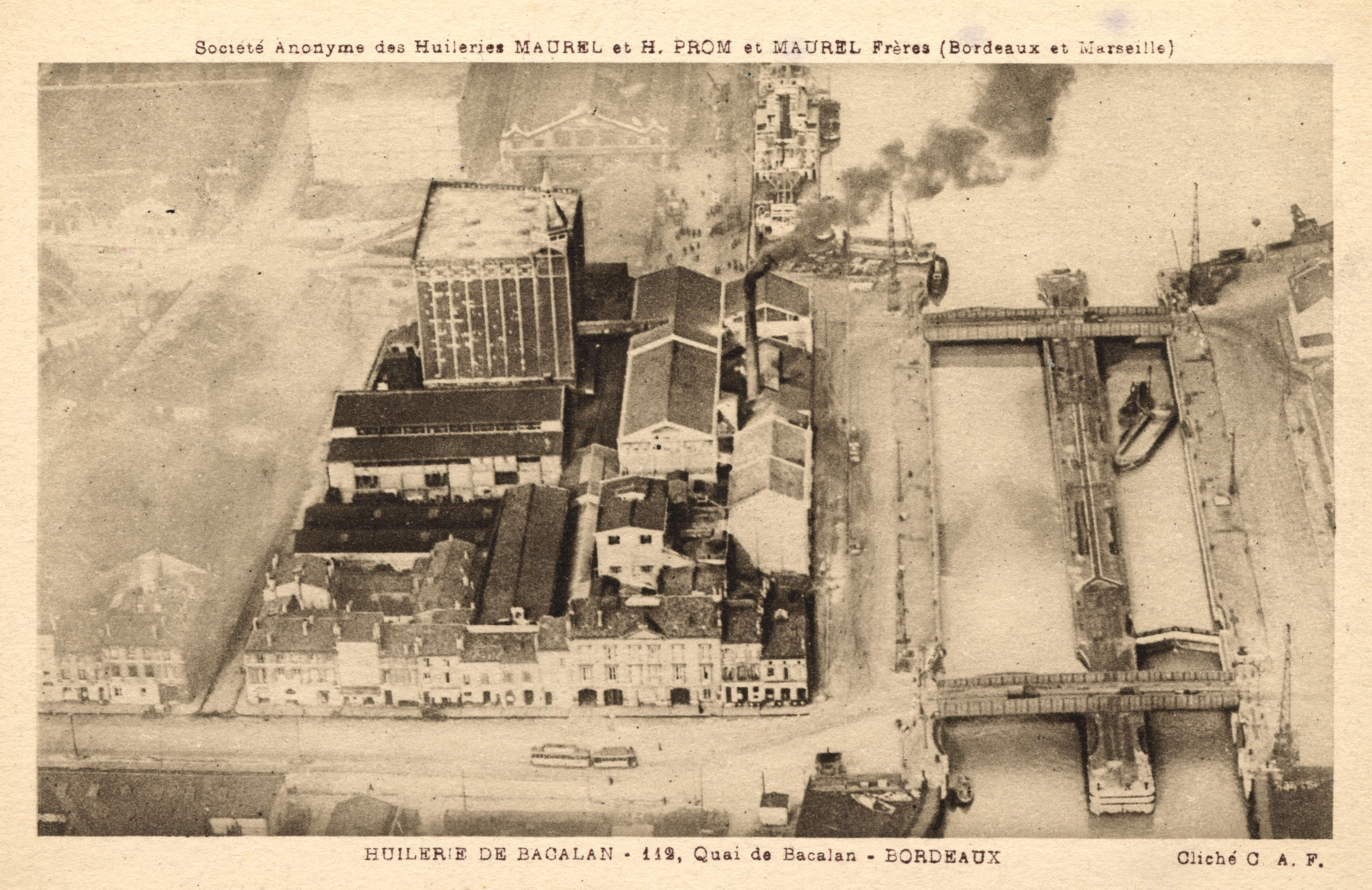
Carte postale montrant une vue aérienne de l'huilerie Maurel et H.Prom et Maurel Frère, 112, quai de Bacalan Bordeaux

À partir de 1880, les activités du sucre et les huileries se transforment en grande industrie avec trois huileries : la grande huilerie bordelaise sur la rive droite ; l’usine Lesieur sur le quai du Sénégal (aujourd’hui devenue une résidence pour jeunes) et Maurel et Prom. La société|Maurel et Prom (famille Maurel qui appartient à la grande bourgeoisie protestante bordelaise) importe dans les années 1830, l’arachide en Afrique, à Gorée au Sénégal pour y fabriquer de l’huile d’arachide. Avec le décret de l’abolition de l’esclavage du 27 avril 1848, les travailleurs ne sont plus des esclaves mais restent exploités. La société implante son huilerie à Bordeaux en 1857 et se développe fortement au cours du XIXe siècle grâce à sa proximité avec les bassins à flot. Aujourd’hui l’entreprise siège dans un hôtel particulier au 18 rue Porte-Dijeaux et est devenu un empire commercial et industriel. De plus, de grands entrepôts ultra modernes voient le jour pour stocker les produits à exporter ou des produits venus des Antilles et d’Afrique.
Outre les arachides, le commerce du sucre dès le XVIIIe siècle a permis à Bordeaux de se développer et de grandes familles bordelaises se sont enrichies sur ce produit issu de la traite négrière. En 1840, 35 raffineries sont implantées à Bordeaux. 12 000 tonnes de sucres et de mélasses en provenance des Antilles sont traitées par ces unités. Ces usines ferment les unes après les autres avec la concurrence du sucre de betterave. En 1885, il reste à Bordeaux trois raffineries : Saint-Rémi, Sainte-Croix et Frugès. 

### Aménagements des Grandes Guerres
Au début du XXe siècle, de nombreux travaux viennent développer le bassin à flot. En 1892, le projet de construction de la deuxième forme de radoub est décrétée, les travaux s'achèvent en 1906. 
D'après une enquête d'utilité publique ayant lieu entre 1904 et 1905, la construction du deuxième bassin à flot est entreprise en 1906. Parmi ces travaux, les fondations ainsi que les maçonneries de l’encuvement du pont pertuis tournant, permettant la liaison entre le premier bassin et le deuxième font partie de l’entreprise. Ce pont pivotant sur rails, séparant le bassin à flot numéro 1 du bassin à flot numéro 2 permet le passage de tout type de véhicule, y compris des trains pouvant peser jusqu’à 380 tonnes. Les travaux du deuxième bassin à flot se terminent en 1911 et il est mis en service le 5 novembre 1912, en même temps que le pont du pertuis. Dans ce même temps, les bassins à flot s'équipent de voies de chemins de fer pour charger et décharger directement des bateaux aux trains de marchandises.  

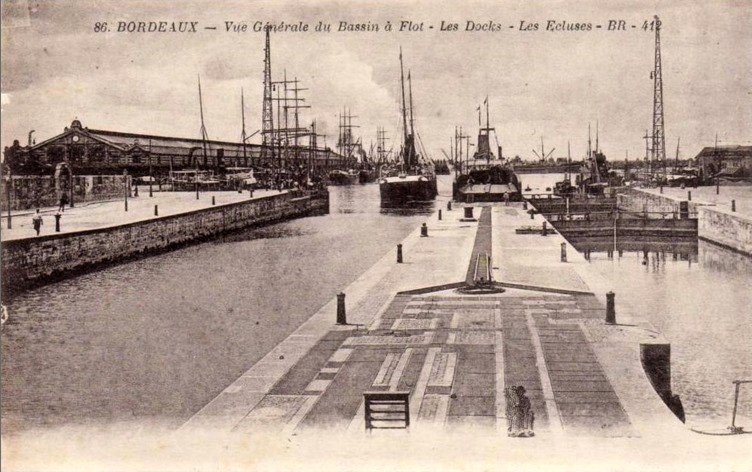
Bassin à flot de Bordeaux, 1910.

À la même époque, le chantier naval des Forges et chantiers de la Gironde, situé à Lormont, entreprennent la construction d’un bassin à flot permettant la construction des cuirassés type Danton. 
Entre 1908 et 1919, de nombreux travaux d'allongement de l'appontement de Queyries ont lieu, vers l'amont et l'aval entrepris par plusieurs sociétés de constructions.
Les travaux de terrassement, maçonnerie, charpente et de construction de voies ferrées au deuxième bassin à flot sont assurés par les établissements Albouy et Dequéker entre 1906 et 1910. En 1910, une extension des bassins à flots par un troisième bassin est envisagée. Le creusement du bassin no 3 débute dans le courant de l'année 1914. Toujours en 1910, débute le projet du pont transbordeur permettant de relier les deux rives de la Garonne sans toutefois gêner la navigation des navires. Le projet est abandonné en 1914, en raison de la guerre alors que les pylônes hauts de 95 mètres, destinés à soutenir le tablier de l'ouvrage sont déjà dressés. Ces pylônes inachevés restent en place jusqu'en 1942.  

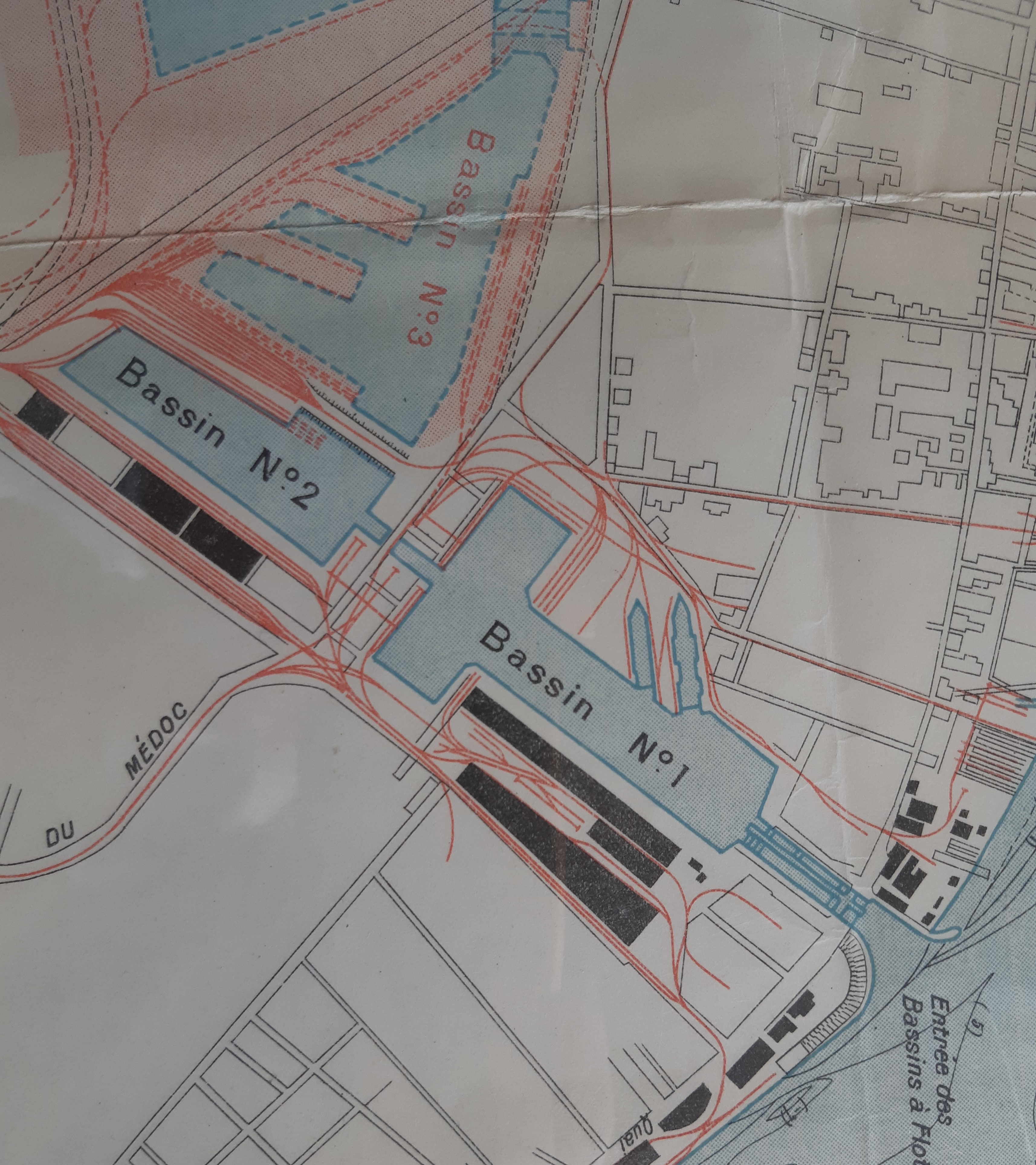
Plan des Bassins à flot de Bordeaux datant de 1930

Entre 1918 et 1922, des travaux neufs d'améliorations et d'extension du port et de ses accès ont lieu. Entre 1921 et 1922 le quai sud-est du bassin à flots no 1 est construit, en même temps qu'une estacade en béton armé ayant pour but d'élargir en arrière le quai. De même, entre 1923 et 1931, est construite une digue de régularisation entre la place de Lormont et les appontements de Bassens. Puis, jusqu'en 1941, les travaux aux bassins à flots concernent principalement des travaux d'entretiens.

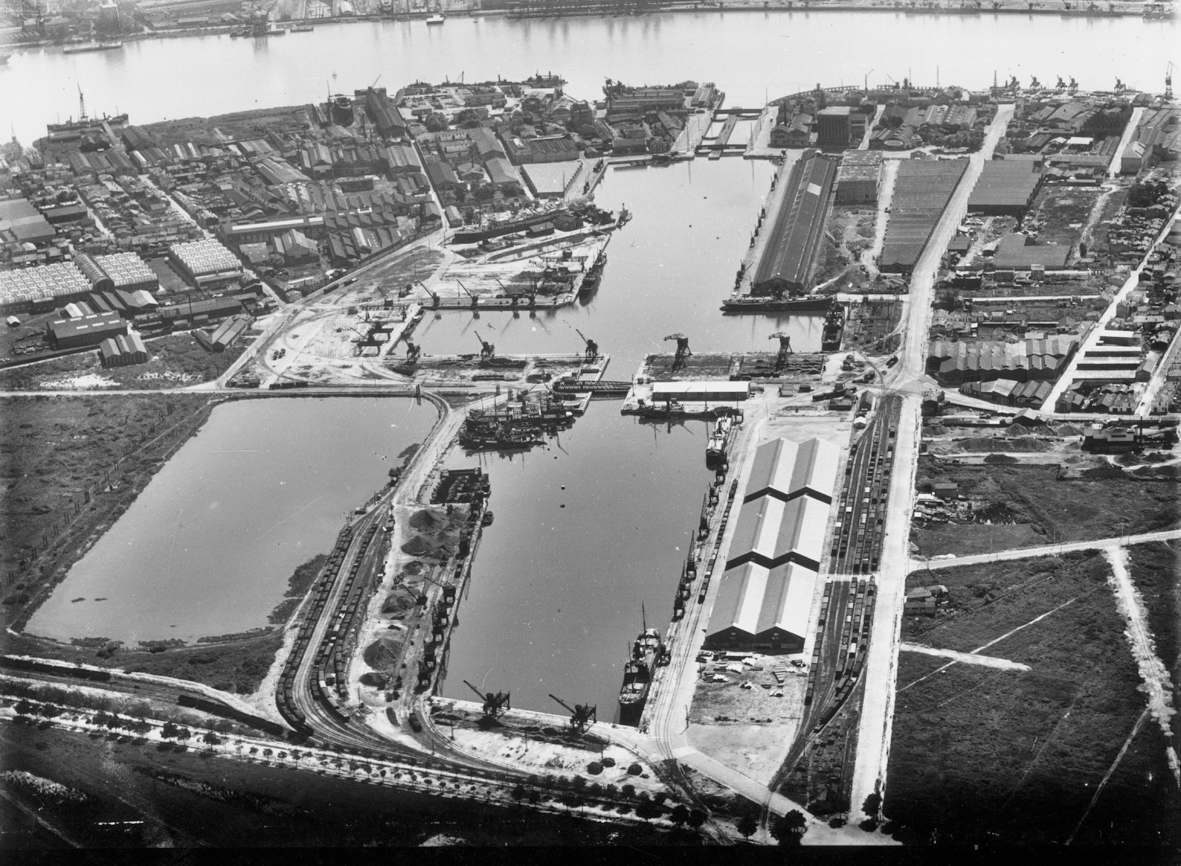
Vue aérienne des bassins à flot n° 1 et n° 2 et du bassin d’alimentation, 1924.

En 1924, l’usine de sucre Saint-Rémi rue Achard s’agrandit et se modernise. L’entreprise ferme définitivement en 1984 en raison d’un trop grand coût de restructuration et de modernisation pour son nouveau propriétaire, la société Prodélis. 
En septembre 1941 débutent les travaux de la base sous-marine, qui s’installe sur le réservoir d’alimentation du bassin à flots no 2, sur le bassin no 3. Le 17 mai 1943, la base sous-marine est visée par un raid aérien américain. Les dégâts civils de ce bombardement sont importants, faisant 184 victimes et 249 blessés et touchant plus de 200 immeubles. En 1945, la Marine nationale confie la base sous-marine au Port Autonome de Bordeaux qui devient en 2008 le Grand port maritime de Bordeaux.

### 1945-1995

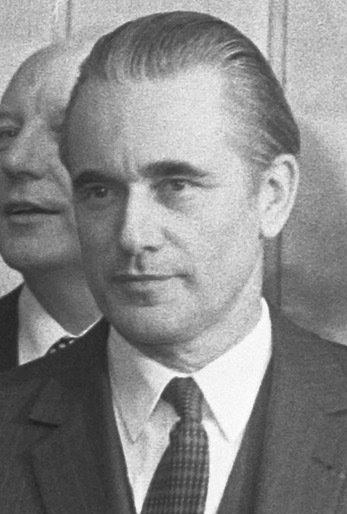
Jacques Chaban-Delmas, Maire de Bordeaux de 1945 à 1995.

À la sortie de la 2e Guerre Mondiale, le port de Bordeaux reprend peu à peu ses activités commerciales. Par exemple, dans le cadre du plan Marshall, la Grue Wellman de Bordeaux est installée pour soutenir le commerce maritime français. Elle est utilisée pendant plus de 50 ans. Les bassins à flot sont notamment connus pour être un grand port de pêche à la morue et en reprennent le commerce. Ainsi, les années 1950 et 1960 voient le commerce maritime et le port de Bordeaux s'ouvrir à des navires venus du monde entier et la concurrence augmente de manière significative entre les sociétés venus des différents pays. Pour faire face à ces besoins toujours plus importants, l'agglomération bordelaise décide d'amorcer sa transition vers le grand port maritime de Bordeaux, notamment avec la création du terminal conteneurs du Verdon en 1976. Ainsi, les bassins à flot sont de plus en plus délaissés, ses activités ayant été déplacées vers l'aval de la Garonne ou à Bassens. De plus, le monde fait face à son premier choc pétrolier en 1973 et Bordeaux est le port français le plus touché. Sa position géographique, en bout d'estuaire et son absence de ressources dans l'arrière-pays pour supporter économiquement la ville entraîne un déclin significatif du commerce maritime international dans la ville de Bordeaux. Enfin, la mairie dirigée par Jacques Chaban-Delmas, concentrée sur le quartier de Mériadeck et la rive droite de la Garonne, s'intéresse peu à la rive gauche bordelaise. Le départ des navires de commerce des bassins à flot et un désintérêt de la mairie laissent le quartier des bassins à flot livré à lui-même.

### Projets d'aménagement d'ensemble 2010-2025
Depuis l’élection d’Alain Juppé en 1995, plusieurs projets urbains se sont succédé à Bordeaux afin de rendre la ville attractive aux résidents, mais aussi avec une ambition en termes de rayonnement international. Des espaces jusqu’alors inaccessibles ou désertés, notamment le nord de la rive gauche de Bordeaux et le lac, sont les objets d’ambitieux projets d’urbanisation. Ces projets sont menés dans un premier temps autour des bassins. C'est par exemple le cas de Bordeaux-Lac qui avait été réaménagé dans les années 60 et 70 pour devenir une zone commerciale et un centre culturel important avec la construction du Parc des expositions. Les quais sont également réaménagés en zones de commerces et de vie et deviennent de plus en plus côtoyés par les Bordelais.   
Ainsi, en 1999, des études pour la réalisation d’une zone d’aménagement concerté (ZAC) sont confiées à l’architecte-urbaniste Antoine Grumbach et à la SEM Bordeaux Métropole Aménagement (BMA). Le projet de ZAC est abandonné mais des réflexions sur les aménagements le repensent et conduisent, dans les années 2000, à une réorientation de la projection du quartier. Sa valeur patrimoniale (le quartier étant pris en compte dans le périmètre du centre-ville de Bordeaux inscrit au patrimoine mondial de l’UNESCO), les bonnes connexions avec le centre-ville par la ligne de tramway B, sa proximité avec Bordeaux nord (dont le développement redevient un enjeu) et sa connexion vers le quartier de La Bastide par le nouveau pont Chaban-Delmas font devenir les Bassins à flot une zone stratégique pour le développement de la ville et étayent les arguments en faveur d'un réaménagement du quartier.  
Finalement en 2009 le projet d'aménagement d'ensemble (PAE) est approuvé et l’Agence Nicolas Michelin et Associés est alors désignée pour mener le nouveau projet. Parmi les principaux objectifs, le projet d’aménagement urbanistique des bassins à flot cherche valoriser le potentiel économique et social du site. La stratégie économique est dirigée envers de filières cibles, telles comme le nautisme, le vin, le tourisme et loisirs et l’économie créative dont le numérique.    

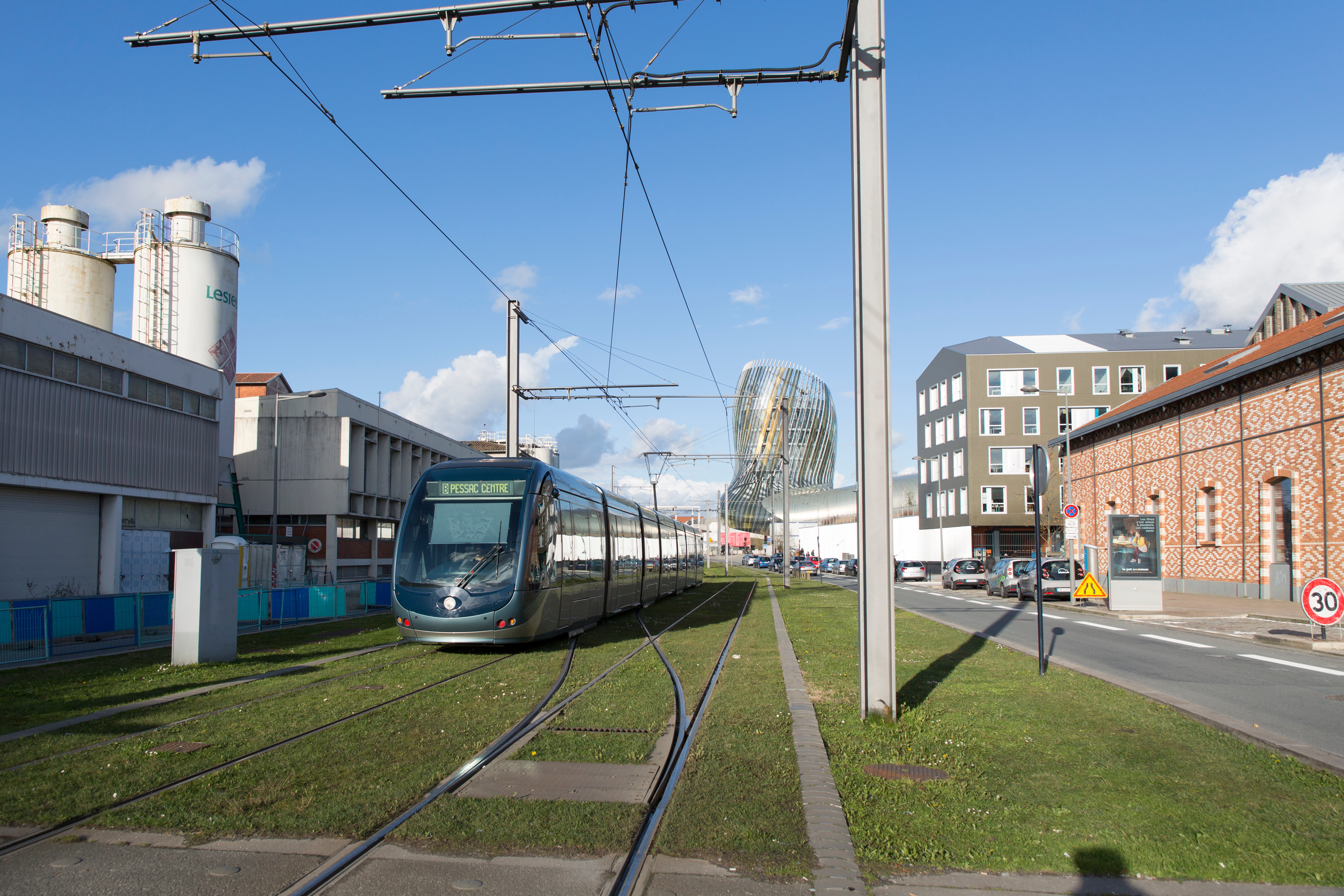
Vue du Tramway B et de la cité du vin, Bordeaux.

En bénéficiant de deux infrastructures majeures, le tramway et le pont Jacques-Chaban-Delmas, les travaux vont permettre le prolongement et le retournement des quais vers les bassins afin d’assurer une continuité urbaine avec le centre-ville. Dans ce contexte, l’offre de logements est développée, notamment de logements sociaux. Le projet définie une morphologie urbaine et architecturale innovante apte à garantir l’insertion, au sein des différents bâtiments ou îlots, d’éléments indispensables à l’animation du quartier. Tous ces objectifs sont mis en œuvre en suivant les principes de développement durable dans la logique du Grenelle de l’Environnement et, plus particulièrement, sur les aspects des politiques énergétiques, de mixité de flux et de déplacements modaux. Le projet étant précisément étudié  pour ne pas avoir à modifier le cadastre, la remise au goût du jour est souhaitée sans pour autant toucher aux différents souvenirs du passé industriel du quartier autour des bassins.
Pour superviser le développement des travaux, l’Atelier des Bassins est mis en place, avec l’objectif d’associer les acteurs principaux du projet, de partager une culture commune autour des actions et d’avancer de concert sur les différentes thématiques du projet urbain. A certaines étapes du projet, l’Atelier des Bassins se transforme en comité de pilotage.  
Au fur et à mesure, différents acteurs de la vie culturelle et quotidienne des Bordelais s'installent dans le nouveau quartier. La Maison du projet Hangar G2 ouvre ses portes en 2013. Lieu d’information et d’expositions permanentes et temporaires, elle est conçue comme un lieu de rencontre des opérateurs privés et publics, mais aussi des habitants qui trouveront dans ses espaces un lieu pour organiser conférences et ateliers. Ensuite, en 2015, les premiers commerces de proximité sont installés puis l’inauguration de la Cité du Vin en 2016 concrétise l’idée de créer un grand centre culturel du vin sur les bords de Garonne et devient l'un des principaux pôles d'attraction de la ville. Cette même année le pôle naval est mis en service. 
Entre 2017 et 2018 plusieurs établissements ouvrent leurs portes, telles que la halle gastronomique, l’hôtel Radisson Blu, le siège du Crédit Agricole Aquitaine ou le Musée Mer Marine. C’est aussi le début du réaménagement de la plaque portuaire.
Ainsi, entre 2010 et 2020, les bassins à flot connaissent une forte expansion et plus de 5.200 logements sont livrés et 155.000 m2 de surfaces pour les commerces sont bâtis . 

#### État actuel du projet
L'aménagement des Bassins à flot à Bordeaux est en phase finale. L’ouverture de nouveaux établissements a permis le développement des activités maritimes, sportives, culturelles, universitaires. Les bars, restaurants et lieux nocturnes se sont également multipliés côté Chartrons, ce qui a incité le groupe UGC à y ouvrir son troisième cinéma de l'agglomération en 2021.
En 2014, Bordeaux Métropole installe dans le bassins nº 1 le Vaisseau – une sculpture en acier, en forme d’une soucoupe volante de 15 mètres de diamètre de l'artiste londonienne Suzanne Treister. La sculpture intègre des matériaux de récupération d'une épave de la Seconde Guerre Mondiale trouvée dans la Garonne.
Aujourd’hui, le secteur des bassins à flot est devenu l’un des principaux pôles d’attractivité de Bordeaux, notamment grâce à l’influence d’établissements comme la Cité du Vin ou le Bassins de Lumières, qui rayonnent à l'international et favorisent le développement économique de la ville. Selon les déclarations de Vincent Maurin, maire adjoint du quartier Bordeaux maritime, avec plus d'un million de visiteurs par an, le secteur des bassins à flot est devenu le deuxième pôle d'attractivité de Bordeaux, derrière le centre-ville.

## Galerie

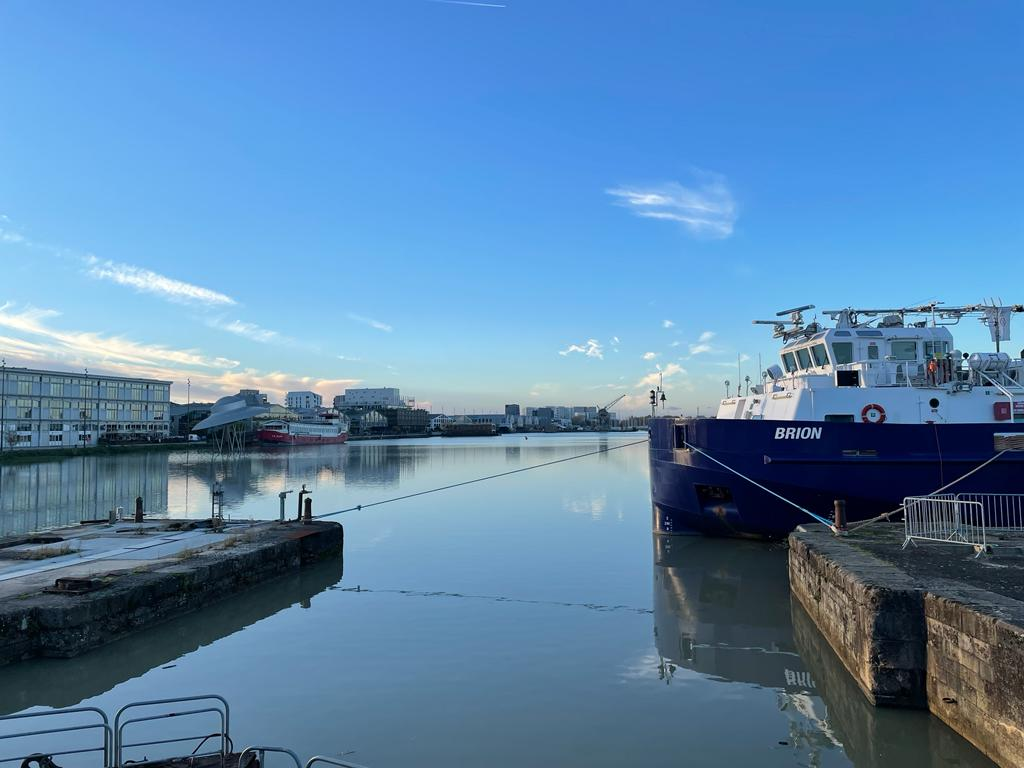
Vue des bassins à flot Bordeaux
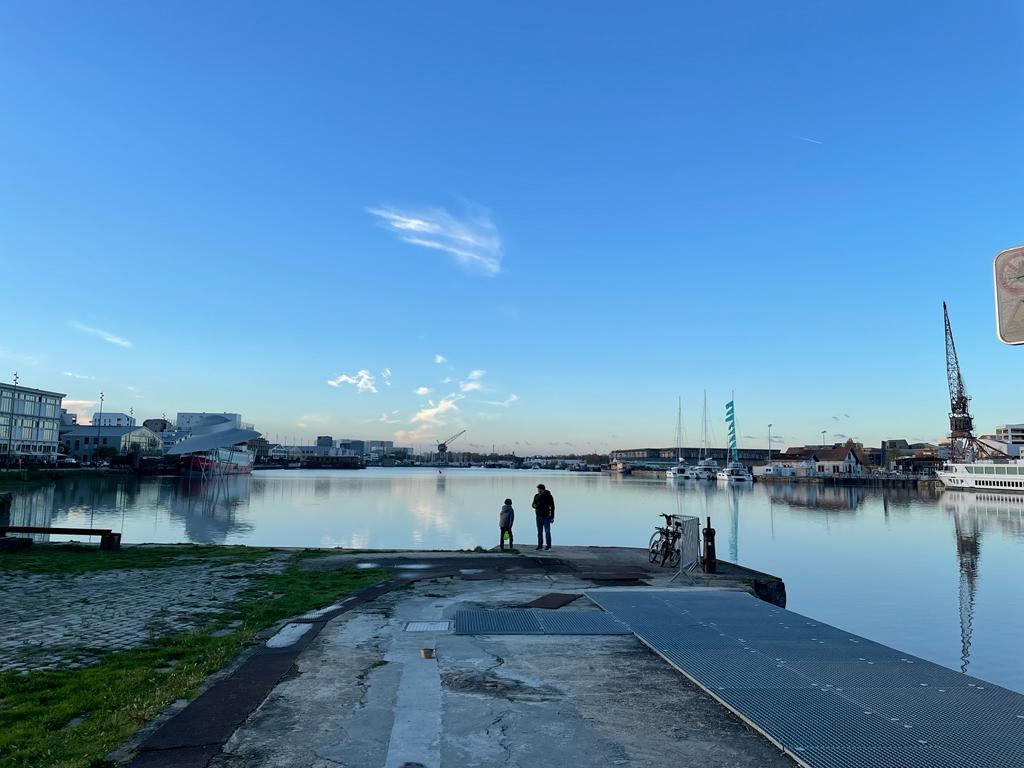
Vue des bassins à flot Bordeaux
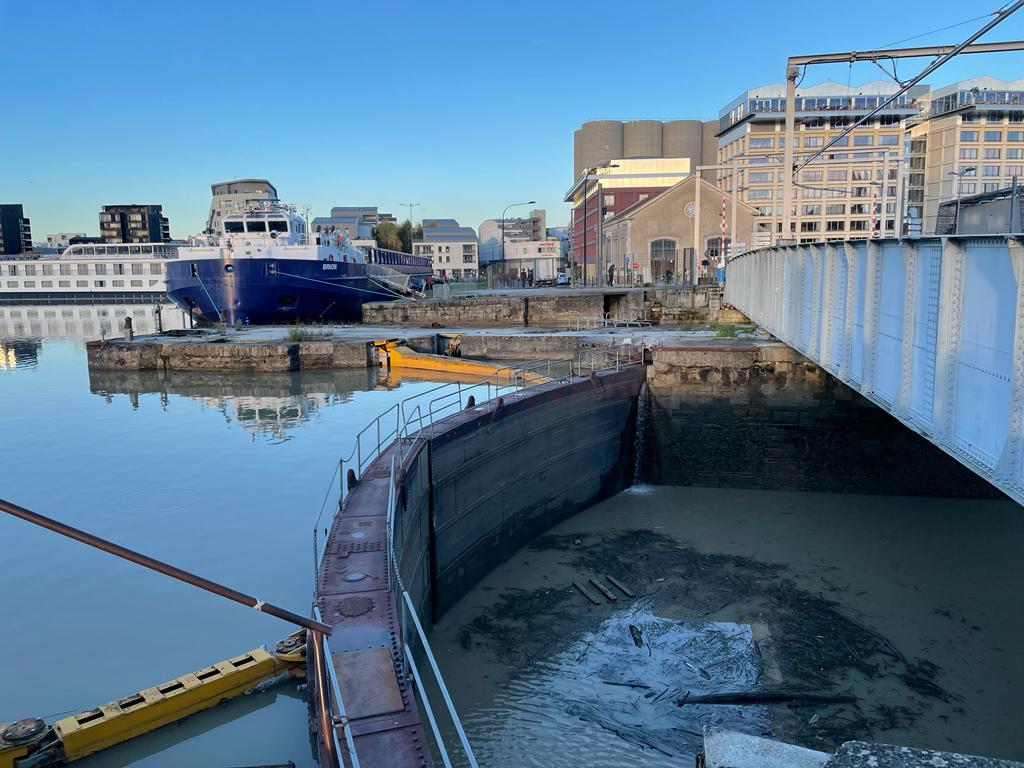
Vue des portes des écluses à sas, bassins à flot Bordeaux et quartier Bacalan
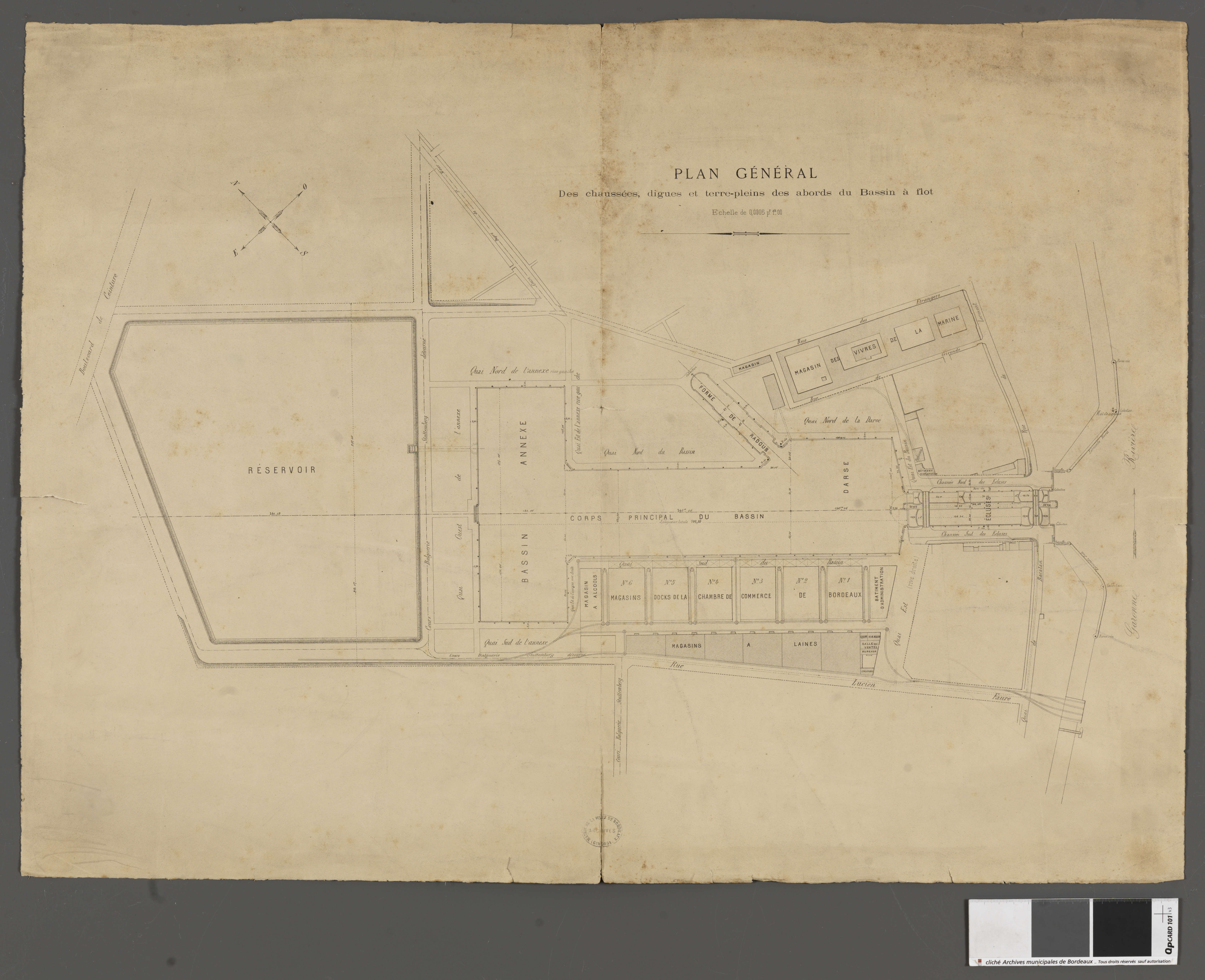
Plan général des chaussées digues et terre-pleins des abords du Bassin à flot. Archives Bordeaux Métropole, Bordeaux XXVIII C 2. BORDEAUX Fi XXVIII C 2
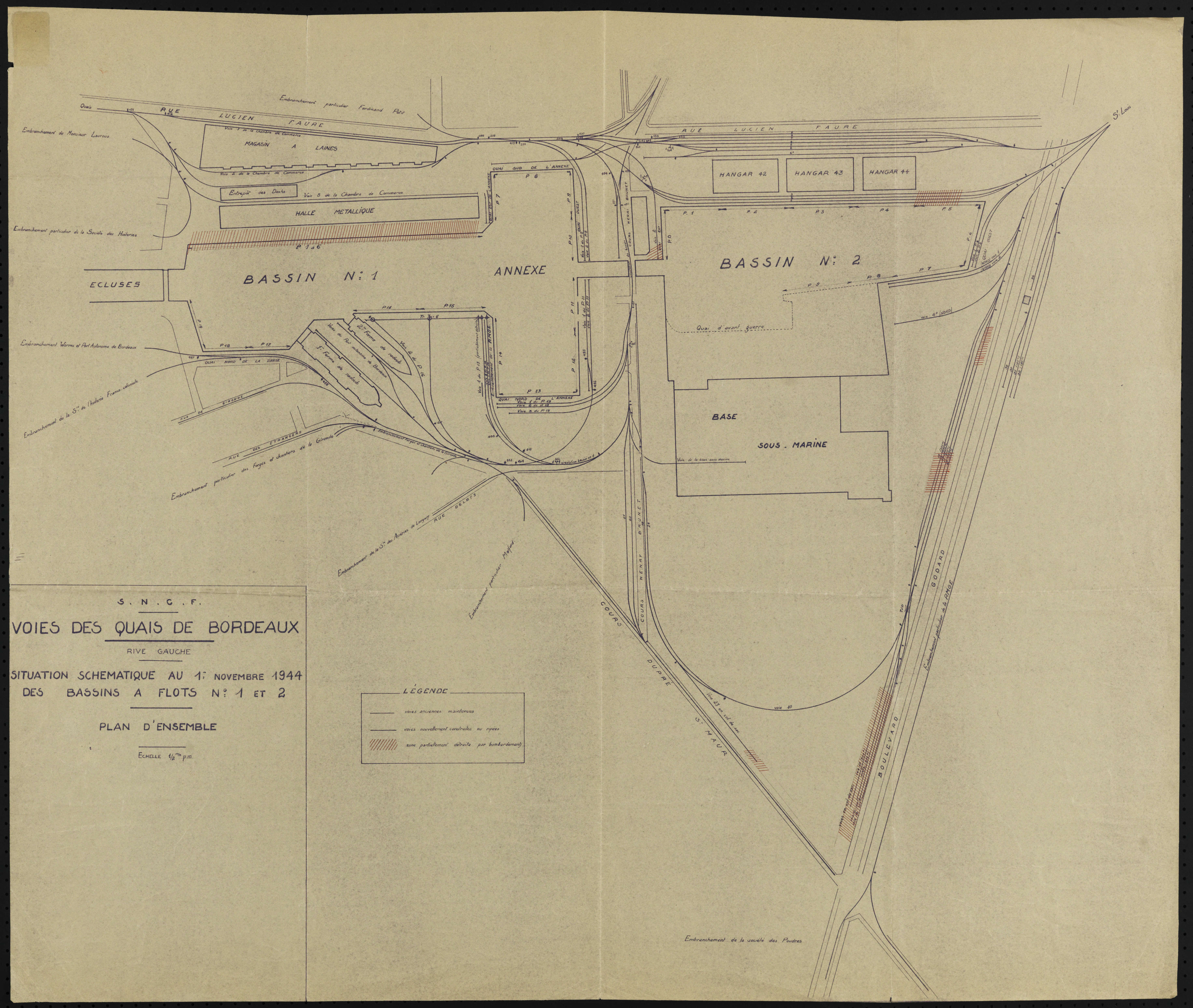
Situation schématique au 1er novembre 1944 des bassins à flots n°1 et 2 après les bombardements. Plan de la S.N.C.F. Archives de Bordeaux Métropole, Bordeaux XXVIII R 9. BORDEAUX Fi XXVIII C 9
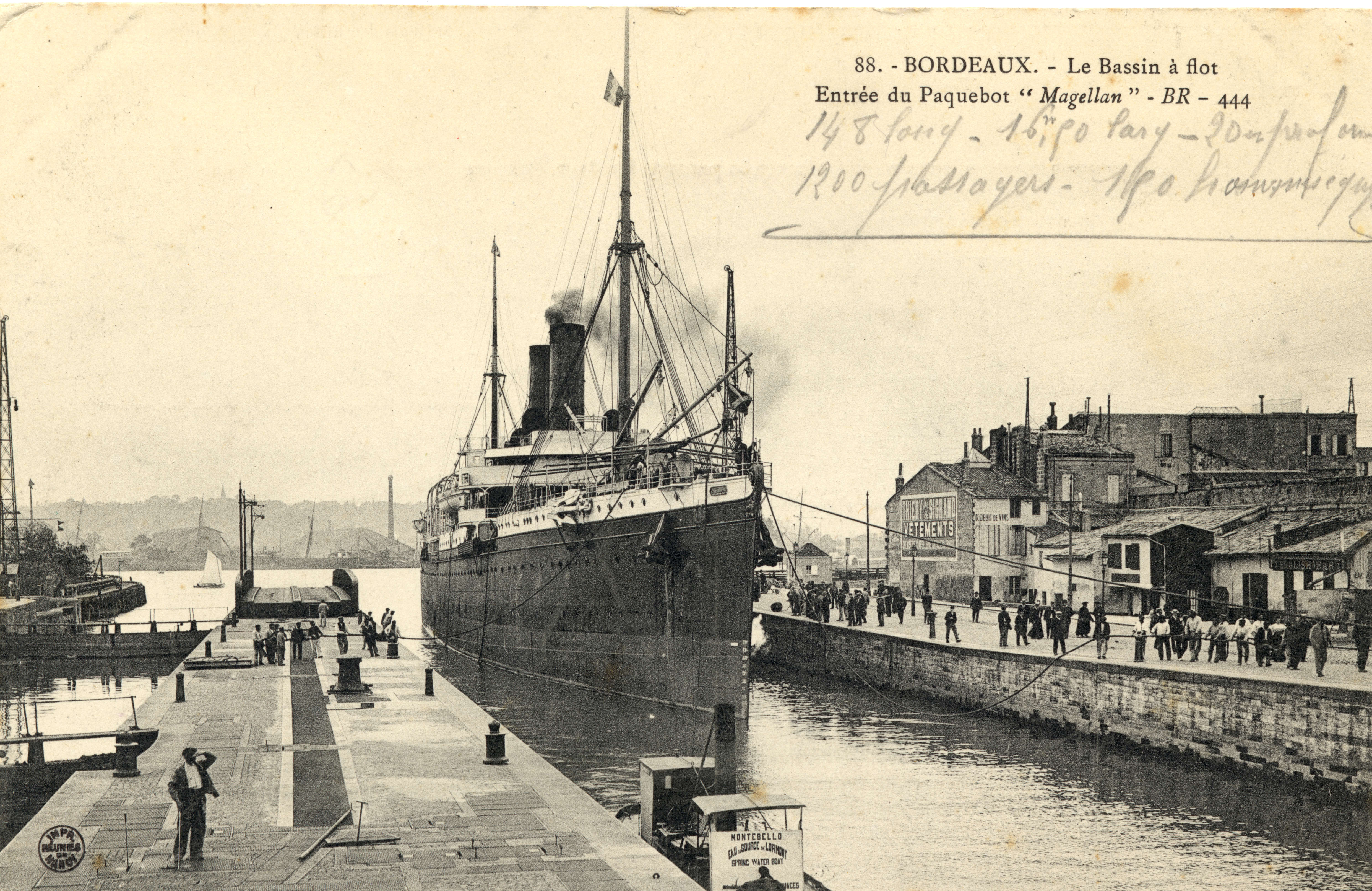
Entrée du paquebot "Magellan" Archives de Bordeaux Métropole, Bordeaux XXVIII C 23 recueil 136 17. BORDEAUX Fi XXVIII C 23 recueil 136 17